# جون فينيس
جون ميتشيل فينيس (بالإنجليزية: John Mitchell Finnis) (وُلِدَ في 28 يوليو عام 1940) وهو فيلسوف قانوني أسترالي وباحث متخصص في فقه القضاء وفلسفة القانون. يُعدّ فينيس أيضًا مترجمَا أصليَا لأرسطو والأكويني بتعاون رئيسي مع جيرمان جريسيز. قدم فينيس مساهمات في فلسفة المعرفة والميتافيزيقيا والفلسفة الأخلاقية.
عمل فينيس أستاذًا في القانون والفلسفة القانونية في جامعة أكسفورد من عام 1989 حتى عام 2010، ثم تقلّد منصب أستاذ القانون والفلسفة القانونية الفخري. وهو أيضًا أستاذ القانون الفخري في عائلة بيولشيني في كلية الحقوق في نوتردام وزميل أبحاث متميز في مركز دي نيكولا للأخلاق والثقافة في نوتردام أيضًا. عمل كمستشار للعديد من حكومات الولايات الأسترالية، وخاصة كوينزلاند وأستراليا الغربية، بشأن علاقات الولايات مع الحكومة الفيدرالية ومع المملكة المتحدة.
من خلال ممارسته في نقابة المحامين الإنجليزية، تم توكيله في قضايا أمام المحكمة العليا وفي محكمة الاستئناف. وهو عضو في جمعية شرف جرايز إين. تم تعيينه مستشارًا فخريًا للملكة في عام 2017. في حفل تكريم عيد ميلاد الملكة لعام 2019 في أستراليا، عُيّن فينيس رفيقًا في القسم العام لوسام أستراليا، وهو أعلى وسام مدني في البلاد وذلك تقديرًا لخدمته البارزة كقانوني وباحث في القانون. تم تعيينه قائدًا لوسام الإمبراطورية البريطانية (سي بي إي) في مراسم العام الجديد 2023 لخدمات المنح القانونية.
أشرف فينيس على العديد من طلاب الدكتوراه بما في ذلك نيل جورسوش والقاضية سوزان كيني من المحكمة الفيدرالية الأسترالية وروبرت بي. جورج من جامعة برينستون وجون كيون من جامعة جورج تاون. في عام 2013، لخص جورج وكيون بعض أعمال فينيس الإعلامية: «على سبيل المثال، ناقش فينيس أبحاث الأجنة مع ماري وارنوك في برنامج نيوزنايت على قناة بي بي سي، ولاحقًا مع جوناثان جلوفر في مناظرة على القناة 4؛ ناقش أيضًا القتل الرحيم مع أحد رواد القتل الرحيم الهولندي في برنامج أفتر دارك على القناة نفسها، وكتب عن الإجهاض لتحسين النسل في صحيفة ذا صنداي تلغراف».

## مساهمات مختارة

### المقدمة
يتمثل الموضوع الموحد على كتابات فينيس في الأهمية التي يضعها على حرية الإنسان بالنظر إلى القدرة على اتخاذ القرارات حول نمط الحياة التي يريد المرء أن يعيشه. تنطوي مجموعة هذه القرارات على خيارات بين السلع الأساسية غير القابلة للتكافؤ، والتي يجب أن يكون السبب العملي وراءها هو تحقيق الغايات المرجوة. ومن شأن الممارسة الناضجة للحرية أن تتجنب التعدي المتعمد على أي من السلع الأساسية إلى جانب ضمان تحقيقها بطرق ودرجات مختلفة. على المستوى الجماعي، نجد منطقًا مشابهًا يوجه عملية سنّ القوانين (القانون الطبيعي والحقوق الطبيعية) والقرارات السياسية. يمكن فهم مختلف المواضيع التي تمت مناقشتها سابقًا على أنها تعليقات على الحرية والمسؤولية الأخلاقية المرتبطة بها، بما في ذلك القصد والحصافة والخيارات الأخلاقية ومفاهيم الإنصاف. تستدعي المناقشة حول الدين اعتبارات أوسع. فيما يلخص القسم الأخير الأسس المعرفية والوجودية لفلسفة فينيس مثلما هو موضح في كتابه أساسيات الأخلاق. هذا الخيار المحدد من مُجمل المواضيع الواردة في هذه المقالة القصيرة لا يمكن أن ينصف المجموعة الواسعة من كتابات فينيس، والتي تشمل الموضوعات الفلسفية والقانونية والسياسية والدينية، بالإضافة إلى الجدل مع المفكرين البارزين في تلك المجالات إذ يتم توجيه القارئ لاستكشاف كتاباته.

### الأخلاق
على أساس تجربة الحقائق والإمكانيات والنتائج، يفهم المرء بسهولة الأشكال الأساسية للخير البشري على أنها مفيدة للذات وللبشر الآخرين ذلك أن الإرادة هي في الأساس استجابة المرء لهذا الفهم. لا يقترن «الواجب» مع «الفهم»، لأن المبادئ الأولى للتفكير العملي لا يتم استنتاجها منطقيًا بل يتم فهمها على الفور عن طريق العقل. تُعتبر الأخلاق نتيجة للتفكير في السلع الأساسية ككل وآثارها على ازدهار حياة الإنسان. يرفض فينيس تعريف ديفيد هيوم للأخلاق باعتبارها شعورًا بالتعاطف يؤدي إلى الاستحسان أو الاستنكار، من خلال الإشارة إلى أن هيوم توقع أيضًا أن يتم الاعتراف بمثل هذه المشاعر والموافقة عليها من قِبَل الآخرين. وبالتالي، يستند مفهوم الأخلاق بالنسبة لهيوم إلى المعقولية بدلًا من التعاطف، على الرغم من «احتجاجات هيوم الرسمية والقوية على عكس ذلك». يحدد فينيس المعقولية من خلال المنظور المهمل والمحايد، والذي يسعى إلى فهم ما هو الأفضل للجميع في وقت محدد. وفقًا لفينيس، فإن لودفيغ فيتغنشتاين «يتردد في إحدى القضايا المركزية المعنية في تأملاته»، لأن افتراضات الحقيقة التجريبية ليست بالضرورة صحيحة. ومع ذلك، يدافع فينيس عن الأدلة الذاتية للحقيقة باستخدام المنطق الرسمي من خلال مناشدة «الحجج الرجعية».